# Borgunda socken
Borgunda socken i Västergötland ingick i Gudhems härad, ingår sedan 1974 i Falköpings kommun och motsvarar från 2016 Borgunda distrikt.
Socknens areal är 30,38 kvadratkilometer varav 30,33 land. År 2000 fanns här 478 invånare.  Kyrkbyn Borgunda med sockenkyrkan Borgunda kyrka ligger i socknen.

## Administrativ historik
Socknen har medeltida ursprung. 
Vid kommunreformen 1862 övergick socknens ansvar för de kyrkliga frågorna till Borgunda församling och för de borgerliga frågorna bildades Borgunda landskommun. Landskommunen uppgick 1952 i Stenstorps landskommun som 1974 uppgick i Falköpings kommun. Församlingen uppgick 2010 i Dala-Borgunda-Högstena församling.
1 januari 2016 inrättades distriktet Borgunda, med samma omfattning som församlingen hade 1999/2000.  
Socknen har tillhört län, fögderier, tingslag och domsagor enligt vad som beskrivs i artikeln Gudhems härad. De indelta soldaterna tillhörde Skaraborgs regemente Livkompaniet och Västgöta regemente, Gudhems kompani.

## Geografi
Borgunda socken ligger nordost om Falköping med Borgundaberget i väster. Socknen är en odlingsbygd omkring berget i väster och skogsbygd i öster och med höjder som på Borgundaberget når 284 meter över havet.

## Fornlämningar
En gånggrift och en hällkista, nu borttagen, från stenåldern är funna. Från järnåldern finns gravar och stensättningar. På berget finns fossil åkermark.

## Namnet
Namnet skrevs på 1330-talet Burghundrä och kommer från kyrkbyn som i sin tur kommer från ett äldre namn på Borgundaberget, Borghund, '(framträdande) höjd'.
Namnet skrevs förr även Borna socken.